# Nierówność Hilberta

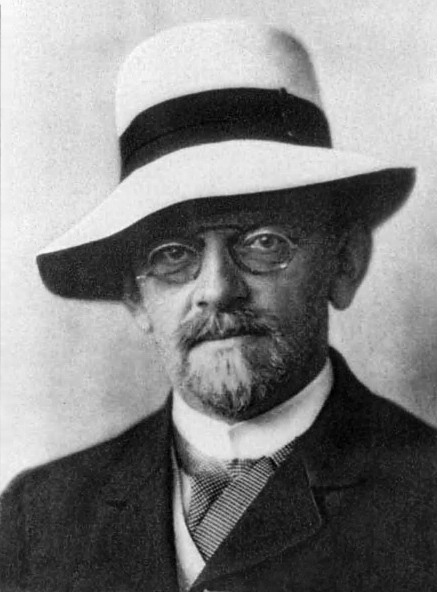
David Hilbert (1862–1943)

Nierówność Hilberta mówi, co następuje:
Dla dowolnego n naturalnego, ciąg {\displaystyle (a_{n})_{n\in N}} dla każdego {\displaystyle (a_{0},a_{1},...,a_{n})\in \mathbb {R} ^{n}} zachodzi:
{\displaystyle \left|\sum _{m=1}^{k}\sum _{n=1}^{l}{\frac {a_{m}b_{n}}{c_{m}+d_{n}}}\right|\leqslant \pi \left(\sum _{m=1}^{k}a_{m}^{2}\right)^{1/2}\left(\sum _{n=1}^{l}b_{n}^{2}\right)^{1/2}.}